# Corazziere

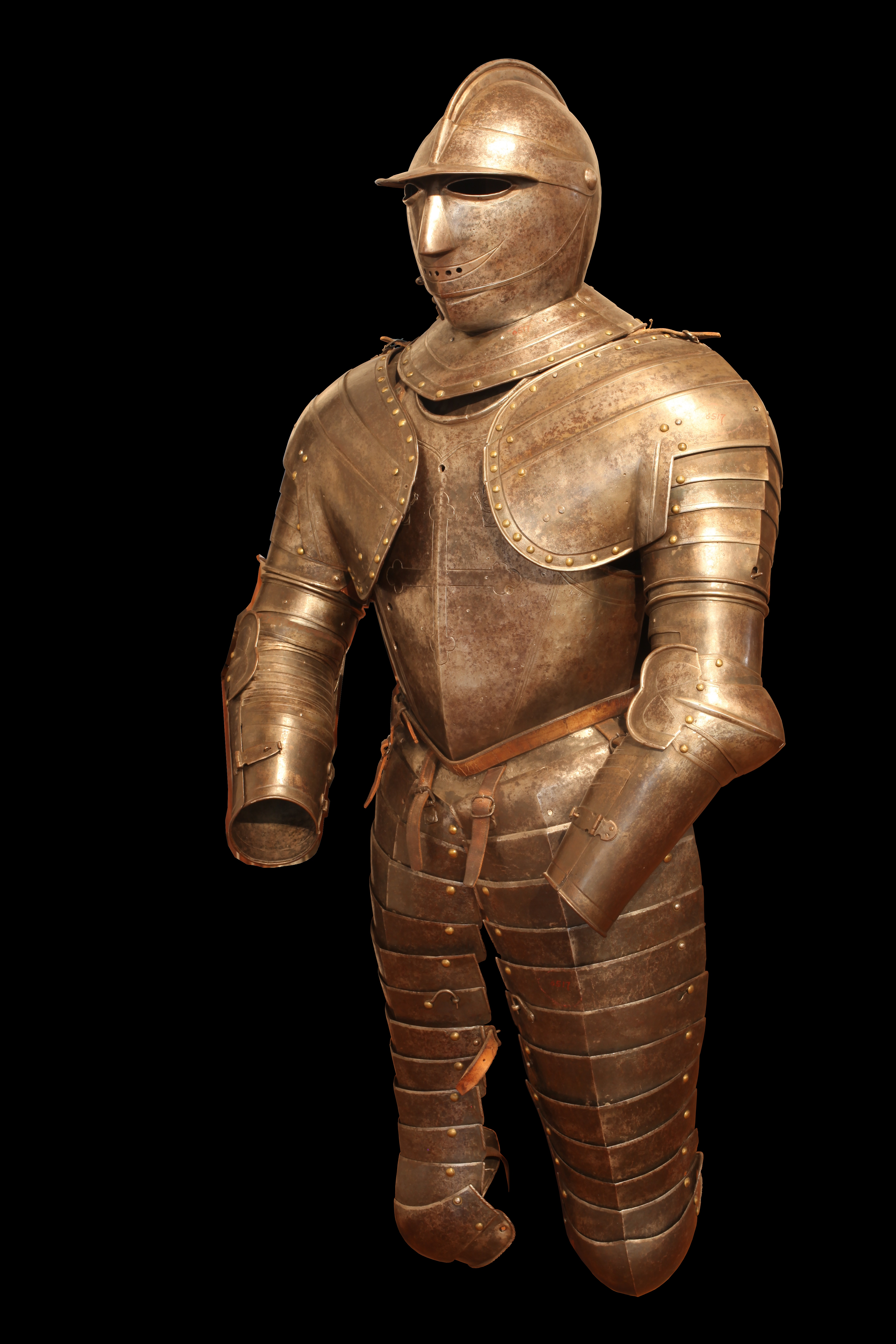
Armatura da corazziere stile Savoia (XVI secolo).

Il corazziere è un soldato di cavalleria pesante, equipaggiato con corazza e armi da fuoco. I corazzieri sono apparsi per la prima volta nell'Europa del tardo XV secolo e sono ancora impiegati, con compiti di guardia d'onore o rappresentanza, in diverse forze armate contemporanee.

## Storia

### Dal XIV al XVIII secolo
I primi corazzieri di cui si ha notizia furono i reggimenti di Kyrisser austriaci, reclutati dalla Croazia nel 1484 per servire il futuro imperatore Massimiliano I. Fondamentale fu il loro ruolo nelle battaglie della Guerra dei trent'anni: proprio la carica dei corazzieri di Gottfried Heinrich von Pappenheim permise agli austriaci di colpire a morte Gustavo Adolfo di Svezia a Lützen (1632).

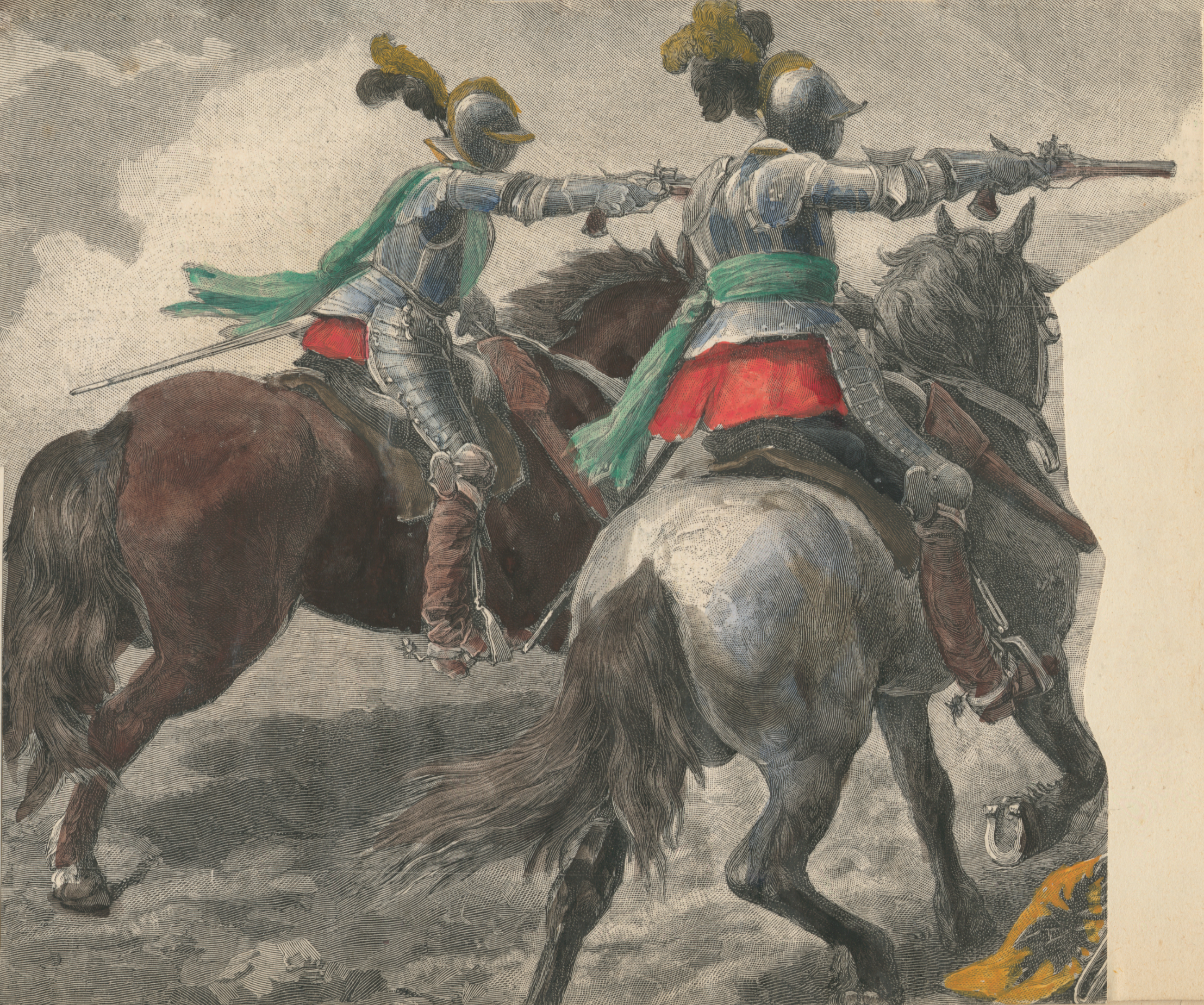
Corazzieri di Gottfried Heinrich, conte di Pappenheim - anonimo del XIX secolo

I francesi introdussero i loro reparti di corazzieri nel 1666. Nel 1705 la forza personale dell'Imperatore del Sacro Romano Impero in Austria comprendeva venti reggimenti di corazzieri. La Russia imperiale formò i propri reggimenti di corazzieri nel 1732, fra i quali due reggimenti della Guardia imperiale (2ª Brigata della 1ª Divisione); le unità russe presero parte alla guerra russo-turca.

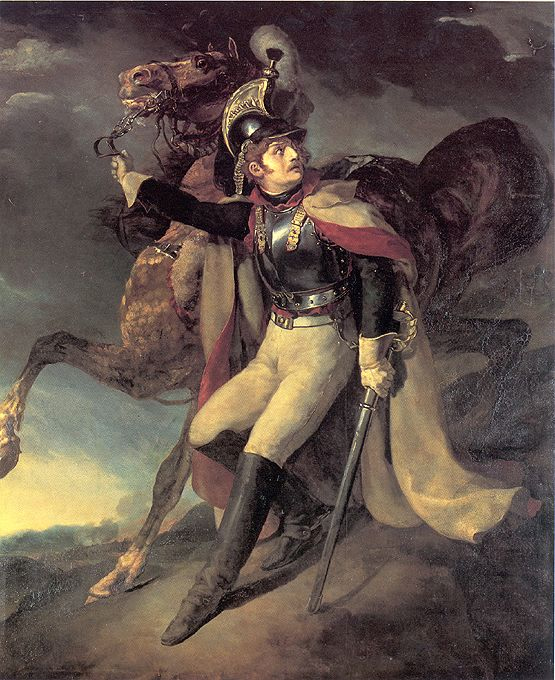
Cuirassier blessé quittant le feu di Jean-Louis-Théodore Géricault, 1814.

### Le guerre napoleoniche

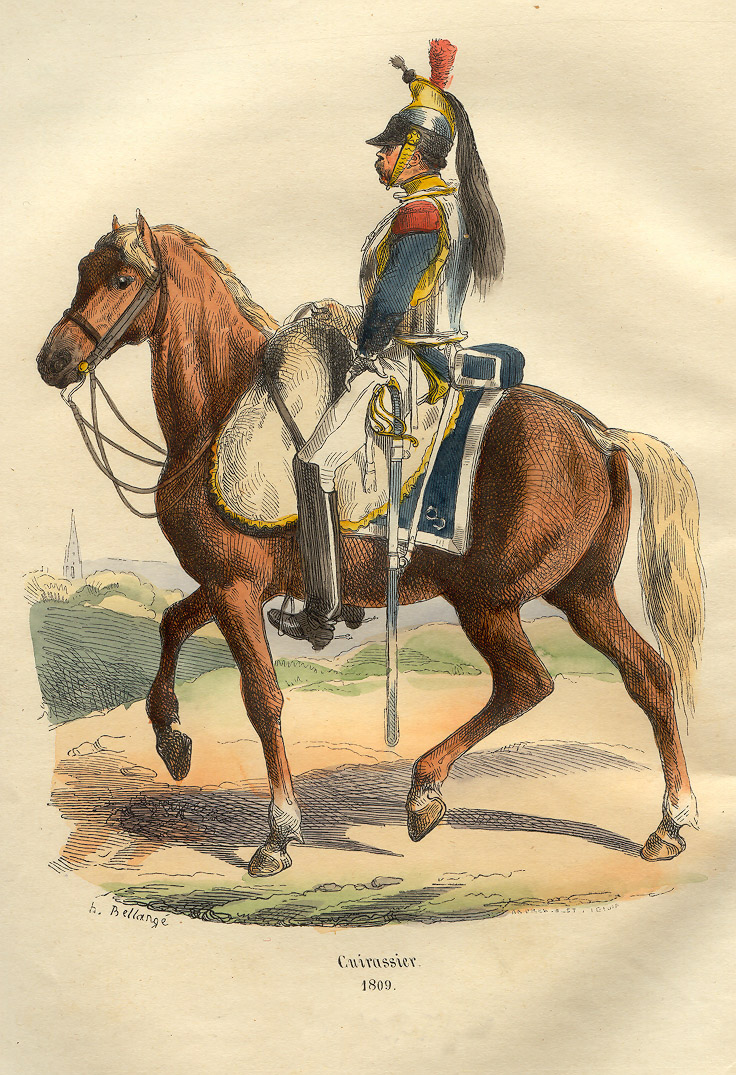
Corazziere francese nel 1809.

Durante le guerre napoleoniche essi ebbero un ruolo preminente negli eserciti dell'Impero austriaco e del Regno di Prussia di Federico Guglielmo e della Francia di Napoleone Bonaparte. Quest'ultimo accrebbe il numero di reggimenti di corazzieri sino a schierarne quattordici, alla fine del suo impero: la riforma del 1º vendemmiaio anno XII interessò 80 reggimenti di cavalleria, di cui 12 di corazzieri. Nel 1807 ogni reggimento passò da 4 a 5 squadroni con un effettivo di 1 040 uomini e, malgrado la soppressione del quinto squadrone nel 1809, l'effettivo non diminuì. Altri due squadroni furono costituiti nel 1810 e 1812. Erano inquadrati, insieme ai carabinieri, nella cavalleria pesante, in opposizione a dragoni e lancieri (cavalleria di linea) e a ussari e cacciatori a cavallo (cavalleria leggera). Erano armati di una carabina, di una sciabola dritta e di due pistole.

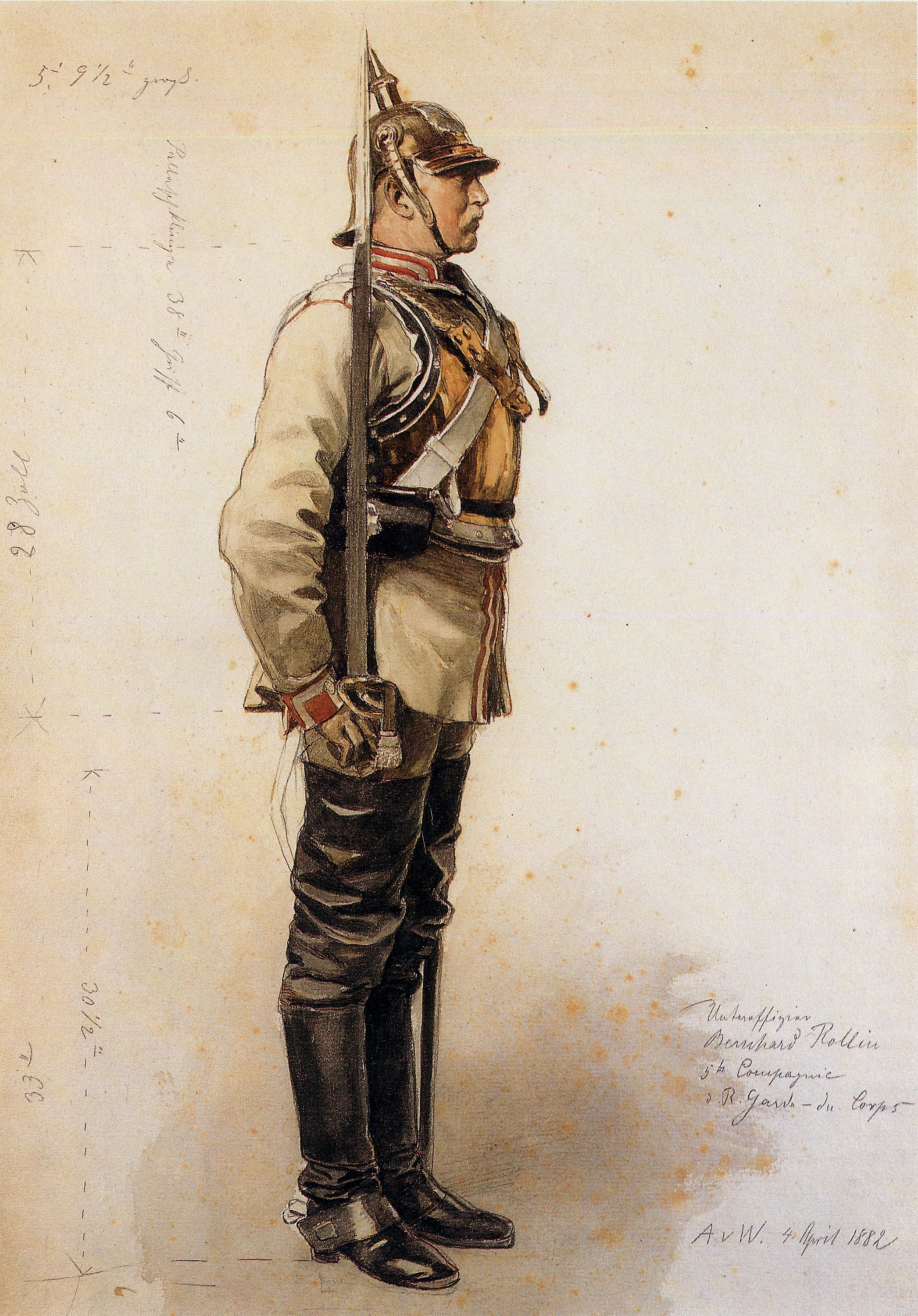
Corazziere prussiano della Garde-du-Corps, 1882.

Già all'epoca la reale utilità della corazza era oggetto di discussione: i corazzieri prussiani ne abbandonarono l'uso prima delle guerre napoleoniche, così come i britannici; gli austriaci portavano solo l'elmetto e il pettorale. Napoleone, invece, la riteneva sufficientemente utile, tanto da fornire di una protezione simile anche a due reggimenti di carabinieri dopo la battaglia di Wagram; forse era l'effetto psicologico che comunque, sul campo di battaglia, poteva avere una forza di cavalleria corazzata a renderla ancora utile a un esercito.
I corazzieri costituivano in genere le formazioni più esperte della cavalleria; anche se il loro valore come forza pesante d'attacco nelle campagne napoleoniche assicurò l'impiego di un cospicuo numero di reggimenti negli eserciti francesi e prussiano del XIX secolo, in altri eserciti, a causa del costo e della scarsa maneggevolezza, il loro ruolo fu riservato a unità della Guardia.

### Dal XX secolo ad oggi
Nel 1914 esistevano ancora corazzieri nell'esercito imperiale tedesco (dieci reggimenti inclusi quelli della Guardia), in quello francese (dodici reggimenti) e in quello russo (tre reggimenti, tutti della Guardia imperiale).
I corazzieri tedeschi e russi, già dalla fine del XIX secolo, riservarono l'uso del pettorale alle parate, mentre i francesi indossavano ancora la corazza (con una copertura in tessuto) e un elmetto piumato durante il servizio attivo nelle prime settimane della prima guerra mondiale. Tre reggimenti della Household Cavalry dell'esercito britannico (1º e 2º Life Guards and Royal Horse Guards) avevano adottato le corazze dopo le guerre napoleoniche, ma non le indossarono mai in battaglia.
I corazzieri russi e tedeschi cessarono di esistere con la fine dei rispettivi imperi (febbraio 1917 e novembre 1918); i corazzieri francesi continuarono a esistere anche dopo la Grande Guerra, ma la loro forza fu ridotta ai sei reggimenti più decorati. Ironicamente cinque di essi servirono come cuirassiers à pied, ossia come cavalleria appiedata, nelle trincee. I reggimenti restanti furono tra le prime unità di cavalleria francese a essere meccanizzate durante gli anni Trenta; l'esercito francese schiera tuttora due reggimenti corazzieri equipaggiati con carri Leclerc: 1er-11e Régiment de Cuirassiers basato a Carnoux-en-Provence e 6e-12e Régiment de Cuirassiers basato a Olivet.
Alcune unità contemporanee continuano a indossare la corazza come parte del loro equipaggiamento cerimoniale: i Life Guards e Blues and Royals della Household Cavalry; i Coraceros de la Guardia Real spagnola (creati nel 1875); e il Reggimento Corazzieri, la guardia d'onore del Presidente della Repubblica Italiana (creati nel 1557).

## Armamento e dotazione
I primi corazzieri non erano molto dissimili dai cavalieri medievali. Vestivano un'armatura a tre quarti, che copriva l'intera parte superiore del corpo e la metà anteriore delle gambe sino alle ginocchia; i soli componenti dell'equipaggiamento che li distinguevano dai loro predecessori erano gli stivali da cavallerizzo in cuoio e l'elezione della pistola a ruota ad arma principale, a discapito della lancia da cavalleria. La spada restò comunque in uso per il corpo-a-corpo: la Reitschwert, prima e la squadrona, poi.
L'armatura indossata dai corazzieri gradualmente si ridusse in dimensioni, tanto che al tempo delle guerre napoleoniche si limitava a un elmetto e, in alcuni eserciti (francese, austriaco, prussiano e russo), a una piastra a protezione del petto (pettorale). Vivo è stato il dibattito circa il reale valore di tali accorgimenti protettivi, dato che un pettorale non sembra in grado di garantire una sufficiente protezione contro il fuoco di moschetto; avrebbe tuttavia costituito un fattore psicologico positivo per chi l'indossava e avrebbe aggiunto peso a una carica, specie nelle azioni che contrapponevano cavalleria a cavalleria; sebbene non a prova di proiettile, questi accorgimenti fornivano comunque una certa protezione dalle spade delle altre truppe montate. Inoltre un pettorale, mentre a corta distanza era perforato dai proiettili di fucile, carabina e moschetto (e, a quelle cortissime, anche di pistola), a distanze maggiori poteva arrestare i proiettili o annullare l'impatto dei colpi "spenti" (ovvero i proiettili che erano al limite della loro gittata). Nel '500 e nel primo '600, invece, si tentò di costruire (con un successo altalenante) armature a prova di proiettile, fallendo nei confronti dei moschetti e successivamente delle carabine rigate (a distanza normale), ma riuscendovi nei confronti di alcune diffuse armi da fuoco (schioppi, petrinali, pistole, archibugi e archibugi da cavaliere, ecc.), soprattutto se il colpo era esploso da qualche decina di metri. Durante la Guerra dei trent'anni, però, la distanza entro cui l'armatura garantiva l'incolumità del cavaliere (e del cavallo, giacché anche i cavalli avevano una protezione sulla testa) tese a ridursi (ovvero ad avvicinarsi alla gittata massima delle armi da fuoco).

## Galleria d'immagini

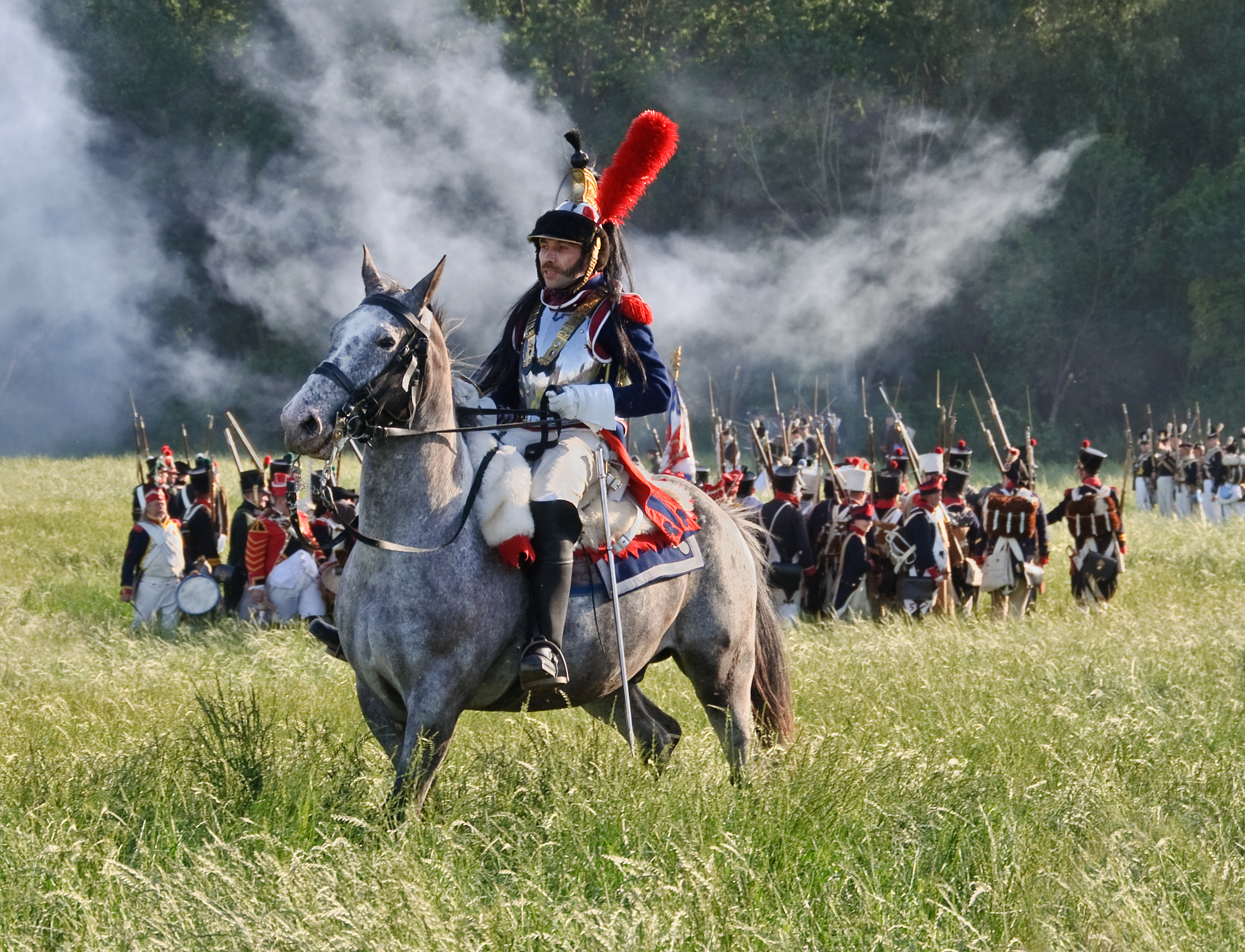
Corazziere dell'esercito di Napoleone (rievocazione storica)
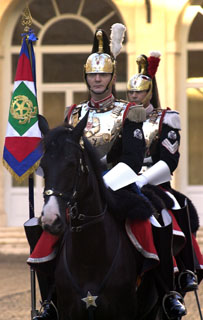
Corazzieri italiani durante un evento pubblico
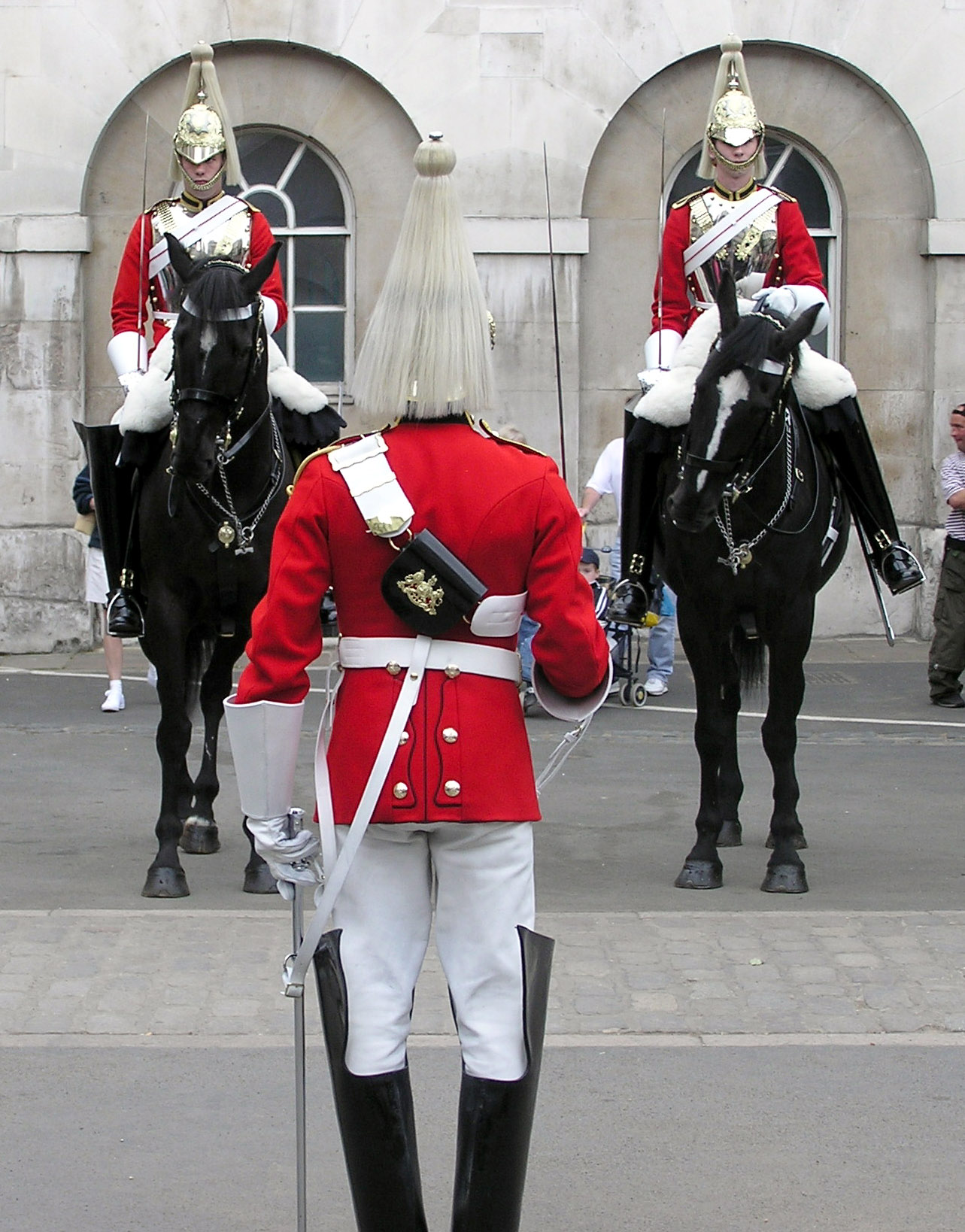
Uomini della Household Cavalry durante una cerimonia
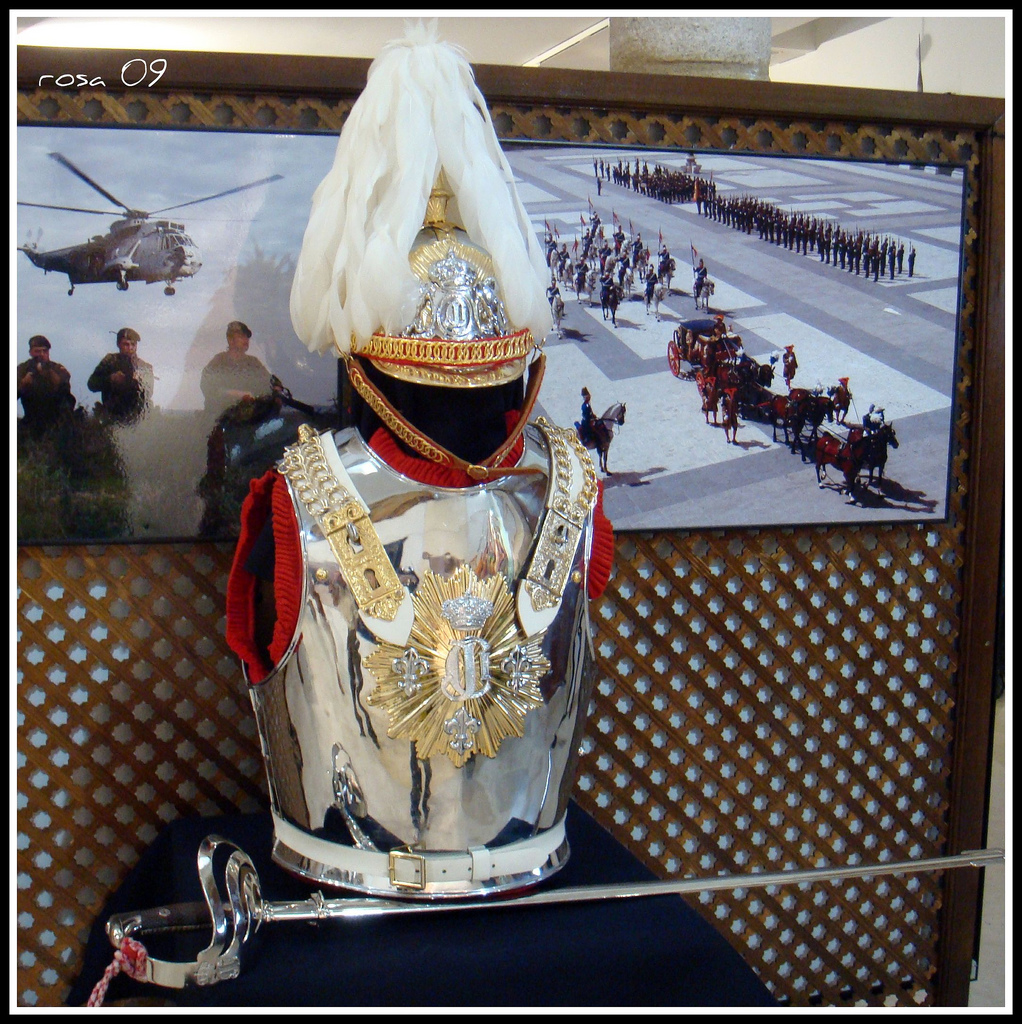
Corazza moderna dell'Escuadrón de Escolta Real spagnolo